# Harry Potters magiska värld
Harry Potters magiska värld, på engelska Magical worlds of Harry Potter, är en uppslagsbok om Harry Potter-böckerna , utgiven 2001.
Boken är skriven av David Colbert. Den inte godkänd av författaren till Harry Potter-böckerna, J.K. Rowling.

## Översättningar
Boken översattes till svenska år 2002 av Björn B. Jakobsson. 